# Milan Dolinský
Milan Dolinský (nasceu em 14 de julho de 1935) é um ex-futebolista da Eslováquia.

## Carreira
Durante sua carreira, ele jogou para FK Inter Bratislava. Ele ganhou 10 copas nacionais e pontuou 5 gols para a equipe nacional da Checoslováquia entre 1959 a 1960, e participu no Campeonato Europeu de Futebol de 1960.